# 1912

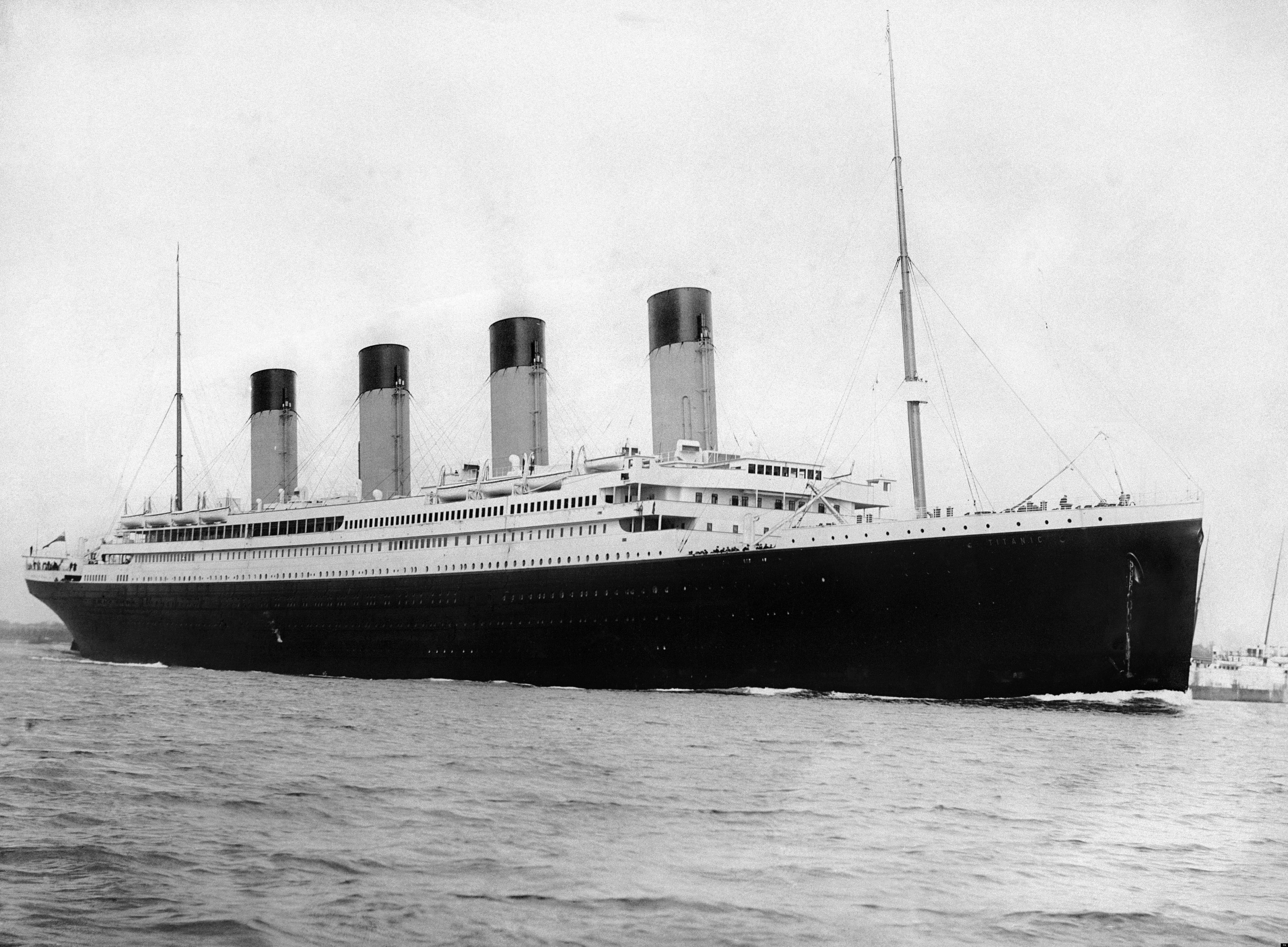
De Titanic in 1912

Het jaar 1912 is een jaartal volgens de christelijke jaartelling.

## Gebeurtenissen
januari
- 1 - Formele uitroeping van de Republiek China.
- 8 - Oprichting van het Afrikaans Nationaal Congres (ANC) in Bloemfontein, Zuid-Afrika.
- 12 - Bij de verkiezingen voor de Duitse Rijksdag verdubbelen de sociaaldemocraten hun resultaat van 1907. Ze behalen 34,8 procent van de stemmen en worden met 111 zetels de grootste fractie.

- 17 - Robert Falcon Scott bereikt de Zuidpool een maand na Roald Amundsen.
- 18 - Een woedende menigte bestormt de gevangenis van Quito (Ecuador) en doodt de liberale oud-president Alfaro en vier van zijn medestrijders (onder wie zijn broer Medardo). Alfaro's lijk wordt door de straten van Quito gesleept en in het Ejido-park in brand gestoken.

februari
- 1 - Het dorp dat is ontstaan rond de zeepfabriek De Duif, krijgt van de gemeenteraad van Zeist de naam Den Dolder.
- 2 Voor het Pathé-weekjournaal wordt de eerste stuntopname gemaakt: een parachutist springt van het Vrijheidsbeeld in New York af.
- 7 - (Nederland) - Coen de Koning wint de Elfstedentocht in 11 uur en 40 minuten met een gemiddelde snelheid van 16,58 km/h.
- 12 - De 6-jarige Chinese Keizer Pu Yi treedt af, waarmee een eind komt aan de Qing-dynastie, de laatste dynastie van China.
- 14 - Arizona wordt de 48e deelstaat van de Verenigde Staten van Amerika.
- 14 - De Amerikaanse marine stelt de eerste onderzeeërs in dienst.
- 15 - (China) - In Nanjing kiest de nationale vergadering premier Yuan Shikai tot eerste president van de republiek China.
- 15 - In Amsterdam wordt de Stichting Bouwfonds Handwerkers Vriendenkring opgericht, die de jaren daarna vele honderden arbeiderswoningen zal bouwen voor Amsterdamse arbeiders van joodse komaf, vooral in nieuwbouwwijken zoals de Transvaalbuurt.
- 21 - (Duitsland) - Waldemar Bonsels begint aan zijn vertelling Maja de Bij. Dit kinderboek wordt een wereldsucces.
- 22 - De Franse Deperdus Monoplane doorbreekt als eerste vliegtuig de snelheidsgrens van 100 mijl per uur.
- 27 - (Soedan) - De spoorverbinding van Khartoem naar Al-Obeidh (375 km) wordt ingewijd door de Britse gouverneur-generaal Horatio Kitchener.
- 28 - De Vereniging van Nederlandse Gemeenten wordt opgericht.

maart
- 1 - De Engelse Mrs. Emmeline Pankhurst wordt gearresteerd nadat ze de ruiten van Downing Street 10 heeft ingegooid. Nog meer dan honderd suffragettes worden opgepakt nadat ze in Londen een spoor van vernielingen hadden achtergelaten.
- 12 - Oprichting van de Nederlandse Honkbalbond, de voorloper van de KNBSB.
- 29 - (Antarctica) - Op de terugweg van de Zuidpool komen de Britse poolonderzoeker Robert Falcon Scott en zijn begeleiders om het leven.
- 30 - Ondertekening van het Verdrag van Fez, waarbij Marokko wordt verdeeld in de protectoraten Frans-Marokko en Spaans-Marokko.
- 31 - De traditionele Boat race tussen de roeiers van Oxford en Cambridge vindt een voortijdig einde als beide boten zinken. De volgende dag wordt de wedstrijd opnieuw geroeid.

april
- 6 - De Duitse zwemmer Kurt Bretting verbetert in Brussel het wereldrecord op de 100 meter vrije slag tot 1.02,4. Het oude record (1.02,8) stond sinds 15 april 1910 op naam van de Amerikaan Charles Daniels.
- 9 - Oprichting van de Filmfabriek Hollandia te Haarlem.
- 14 - De Braziliaanse voetbalclub Santos FC, meervoudig winnaar van de Copa Libertadores, wordt opgericht.
- 15 - Ondergang van het passagiersschip de Titanic na een botsing met een ijsberg. Er komen 1503 mensen om het leven.
- 16 - De Amerikaanse Harriet Quimby vliegt als eerste vrouw over Het Kanaal van Engeland naar Frankrijk.

mei
- 5 - In Stockholm worden de vijfde Olympische Spelen geopend. Grote ster is de Amerikaan Jim Thorpe, die de vijf- en tienkamp wint.
- 5 - De Pravda, het bolsjewistische partijblad, verschijnt voor het eerst.
- 14 - Koning Frederik VIII van Denemarken overlijdt. Zijn zoon Christiaan X volgt hem op.
- 15 - In België wordt met de Wet op de Kinderbescherming ook het jeugdstrafrecht ingevoerd.
- 18 - George L. Horine springt in het stadion van de Stanford-universiteit bij Palo Alto (Californië) als eerste mens 2 meter hoog.
- 26 - De Duitse voetbalbond verbiedt schoolvoetbal en de aanwezigheid van vrouwelijk publiek bij voetbalwedstrijden.
- 27 - De finale van de eerste beker van België vindt plaats op Pinkstermaandag in Jette, en wordt gewonnen door Racing Club de Bruxelles.
- 29 - De première van L'après-midi d'un faune van Claude Debussy door de Ballets Russes eindigt in een schandaal.

juni
- 1 - (Zwitserland) - De wereldvoetbalbond FIFA bepaalt dat de keeper alleen nog in het strafschopgebied de bal met de hand mag aanraken.
- 8 - (VS) - In Cambridge (Massachusetts) springt Marcus Wright hoger dan 4,02 meter met polsstokhoogspringen, de eerste sprong hoger dan vier meter.
- 16 - Rusland sluit een marineverdrag met Frankrijk inzake herschikking beide vloten.

juli
- 4 - Oprichting in de USA van de Keystone Studios door Mack Sennett, die slapsticks gaat produceren met jonge sterren als Charlie Chaplin en W.C. Fields.
- 12 - Mongolië maakt gebruik van de toestand in China door zich onafhankelijk te verklaren.
- 20 - (Cuba) - Regeringstroepen slaan, gesteund door Amerikaanse eenheden, een opstand van kleurlingen neer.
- 20 - De Amerikaanse zwemmer Duke Kahanamoku scherpt in Hamburg het wereldrecord op de 100 meter vrije slag tot 1.01,6. Het oude record (1.02,4) stond sinds 6 april op naam van de Duitser Kurt Bretting.
- 24 - (Frankrijk) - Odiel Defraeye wint als eerste Belg de Ronde van Frankrijk.
- 30 - (Japan) - Yoshihito (Taisho) wordt keizer van Japan als opvolger van zijn vader Mutsuhito (Meiji).
- Rusland sluit een geheim verdrag met Japan om zich veilig te stellen in de naderende oorlog.

augustus
- 4 - (Noorwegen) - De 53-jarige schrijver Knut Hamsun voltooit zijn romantrilogie De Zwerver.
- 12 - (China) - Sun Yat-sen sticht in Nanjing de Kwomintang, de Nationale Volkspartij.
- 15 - De Waalse socialistische voorman Jules Destrée schrijft in Revue de Belgique een ophefmakende brief aan koning Albert I, waarin hij meldt "...Sire, Vous régnez sur deux peuples. Il y a en Belgique des Wallons et des Flamands; il n'y a pas de Belges ...". Dit is een communautair incident van historische waarde.
- 22 - (Frankrijk) - Oscar Egg verbetert het werelduurrecord wielrennen en brengt het op 42,122 kilometer.
- 27 - Bij Ouddorp vergaat het Deense stoomschip Kursk. 27 opvarenden verdrinken.
- 29 - Beursgang van de Philips Gloeilampen Fabrieken N.V.

september
- Het Verenigd Koninkrijk belooft de Franse westkust te beschermen en herschikt zijn marinevloten van de Middellandse Zee naar de Franse kust.
- 19 - In Breda wordt voetbalclub NAC opgericht: de NOAD ADVENDO Combinatie. (Nooit Ophouden Altijd Doorzetten en Aangenaam Door Vermaak En Nuttig Door Ontspanning).
- 23 - (VS) - Mack Sennet brengt met Cohen of Coney Island de eerste slapstick van zijn productiefirma Keystone in productie.
- 28 - Het Japanse stoomschip Kiche Maru vergaat in een orkaan. Circa 1000 mensen komen om het leven.
- 29 - (Zweden) - De Olympische winnaar Eric Lemming bereikt met 62,32 meter het eerste officiële record speerwerpen.

oktober
- 8 - Als eerste staat van de Balkanbond (bestaande uit Bulgarije, Griekenland, Montenegro en Servië) verklaart Montenegro de oorlog aan het Osmaanse rijk. Dit is het begin van de eerste Balkanoorlog, waarbij massaal Turkse burgers verdreven worden uit het Europese continent waar ze al ruim 500 jaar resideren onder het Ottomaanse Rijk.
- 9 - Max von Laue ontdekt samen met andere natuurkundigen de rasterstructuur van het atoom.
- 18 - Met de ondertekening van het Verdrag van Ouchy komt een einde aan de Italiaans-Turkse Oorlog.
- 25 - In Stuttgart gaat de opera Ariadne auf Naxos van Richard Strauss in première.
- Het verhaal Tarzan van de apen wordt voor het eerst gepubliceerd in het pulp-tijdschrift All-Story Magazine.

november
- 15 - (Duitsland) - Op zijn verjaardag krijgt de Duitse schrijver Gerhart Hauptmann de Nobelprijs voor literatuur.
- 28 - Ismail Qemali roept in Vlorë de onafhankelijkheid van Albanië uit.
- De drie Nederlandse liberale partijen bundelen zich voor de Kamerverkiezingen in een "Liberale Concentratie". In hun programma staan algemeen kiesrecht voor mannen en vrouwen, en staatspensioen vanaf de leeftijd van 70 jaar.

december
- 3 - Met uitzondering van Griekenland ondertekenen de deelnemers aan de eerste Balkanoorlog een wapenstilstandsverdrag.
- 7 - In Tell el-Amarna graven medewerkers van de Duitse archeoloog Ludwig Borchardt de werkplaats van de beeldhouwer Tutmoses op. Dezelfde dag vinden ze de (inmiddels wereldberoemde) buste van Nefertete, de moeder van farao Toetanchamon.
- 17 - Oprichting van de Nederlandse Vereniging van Huisvrouwen.
- 18 - Ontdekking van de (later vals gebleken) Piltdown Man.
- 20 - De grootmachten bereiken in Londen overeenstemming over de onafhankelijkheid van Albanië.
- 24 - De Duitse firma Merck krijgt patent op MDMA.

zonder datum
- De Belgische pedagoog Guillaume Arthur Christiaen richt het eerste Europese beroepskeuzebureau op.
- De Nederlandse Landmacht krijgt nieuwe uniformen: veldgroen met puttees.
- De Belgische regering verbiedt elke militaire afspraak met het Verenigd Koninkrijk.

## Muziek
- De Finse componist Jean Sibelius componeert de suite Scènes historiques II, opus 66
- Arnold Schönberg componeert Pierrot Lunaire, Opus 21

### Premières
- 29 februari: Natanael Berg: Leila
- 13 maart: Arnold Bax: Enchanted summer
- 18 maart: Frank Bridge: Twee stukken voor twee altviolen met Bridge zelf op een van de altviolen
- 27 maart: Arnold Bax: Festival overture
- 18 mei: Albert Roussel: Évocations
- 29 mei: eerste uitvoering van de definitieve versie van het pianokwintet van Frank Bridge
- 3 september: Albert Roussel: Sonatine
- 24 september: Frank Bridge: De zee-suite, zijn uiteindelijk bekendste werk
- 16 oktober: Arnold Schönberg: Pierrot Lunaire
- 7 november: Johan Halvorsen: Serenade opus 33 als onderdeel van toneelmuziek bij As You Like It

## Beeldende kunst

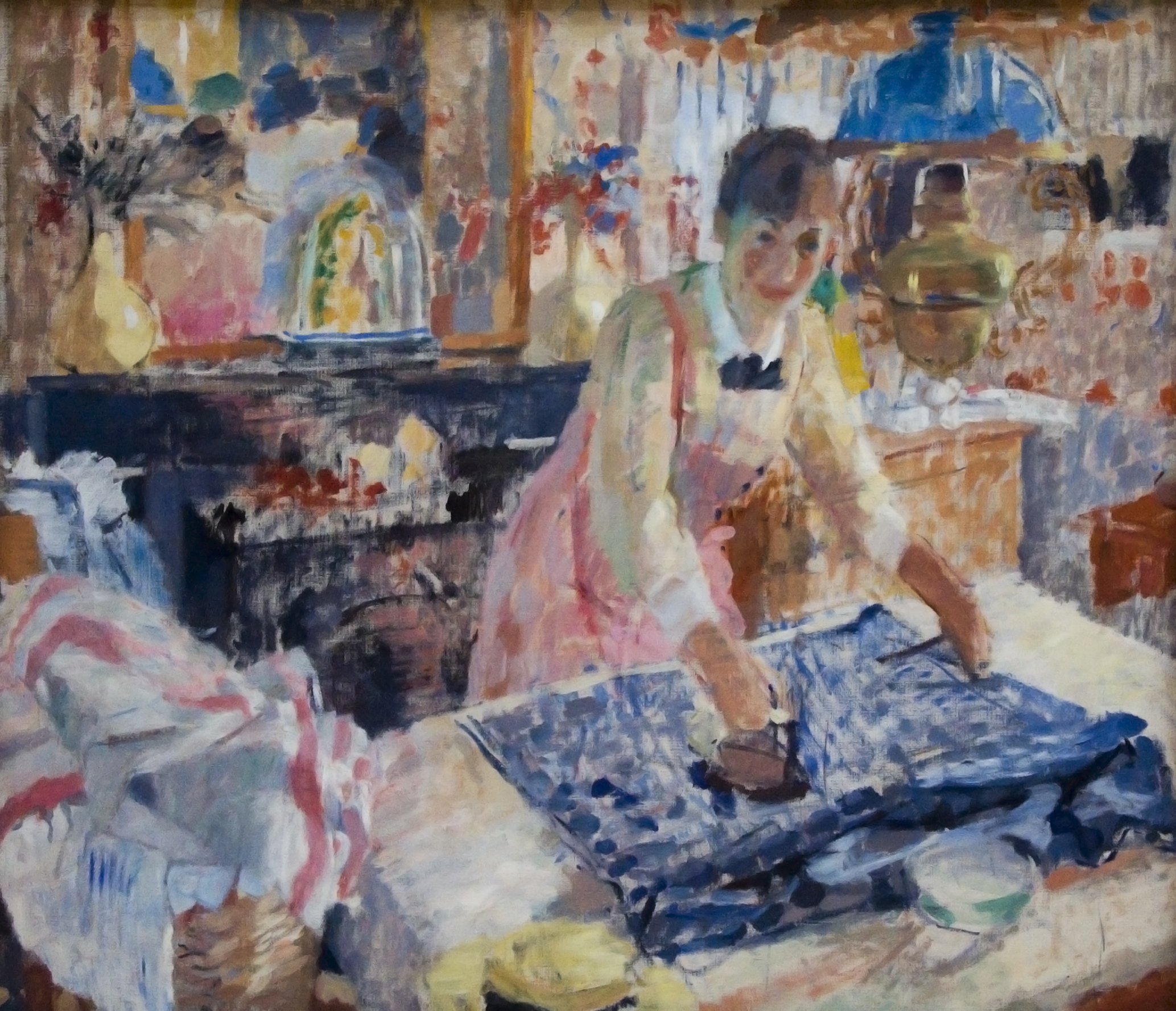
De strijkster (1912) Rik Wouters
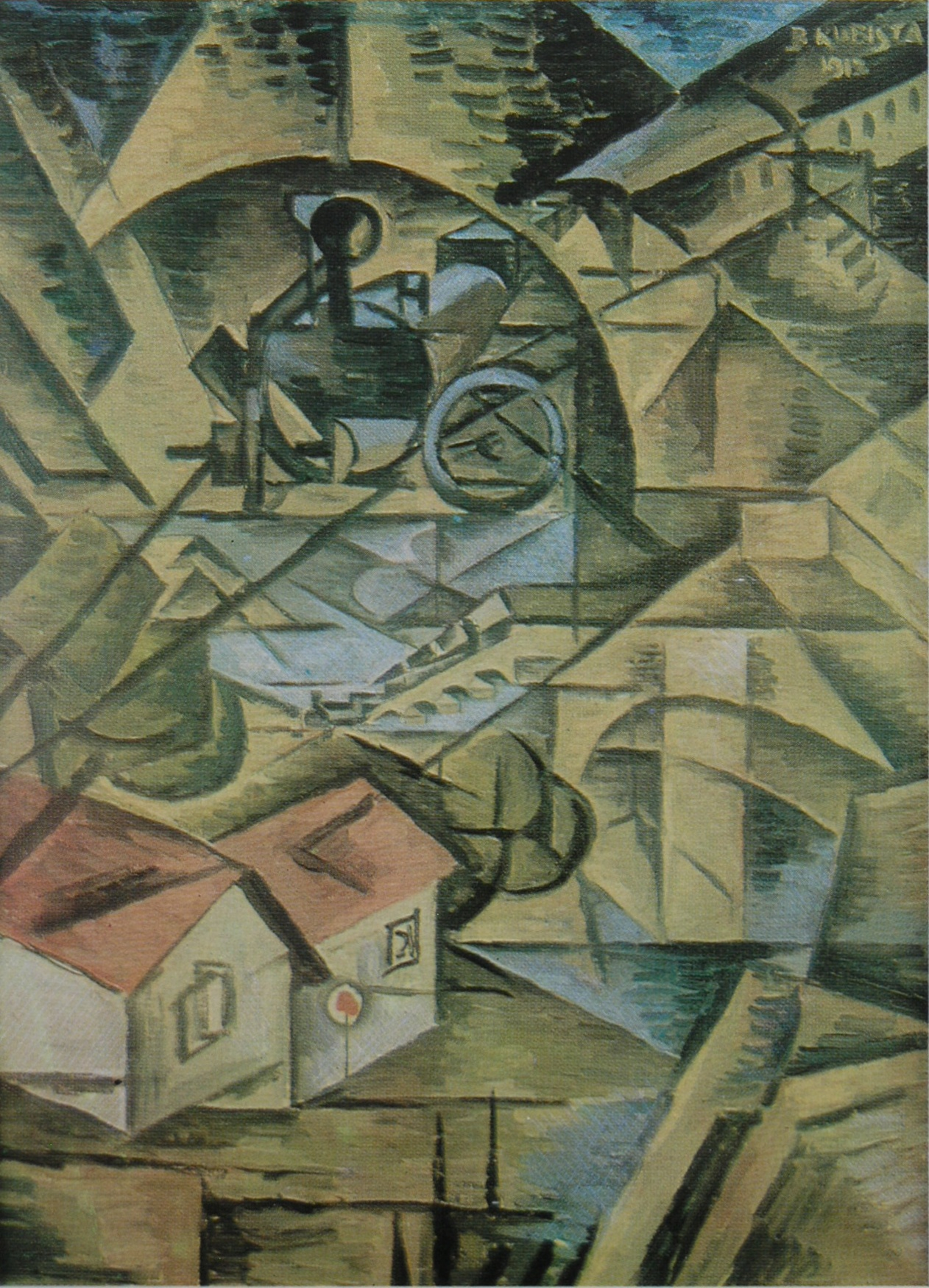
Trein in de bergen (1912) Bohumil Kubišta

## Bouwkunst

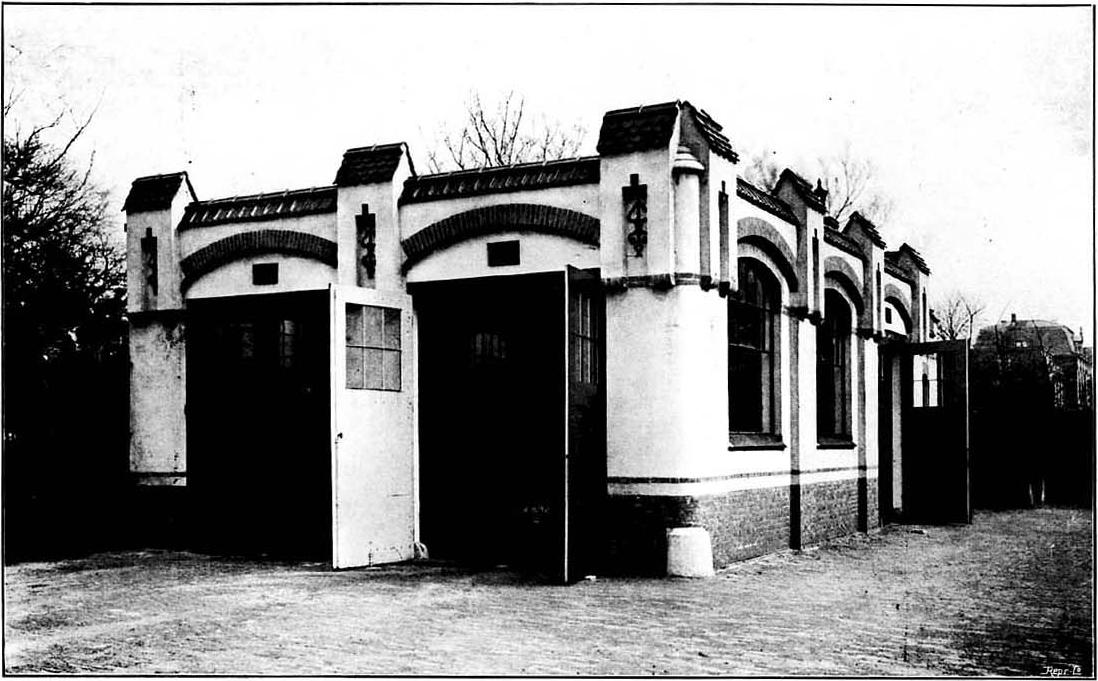
Garage paleis Noordeinde Petrus Herman Scheltema
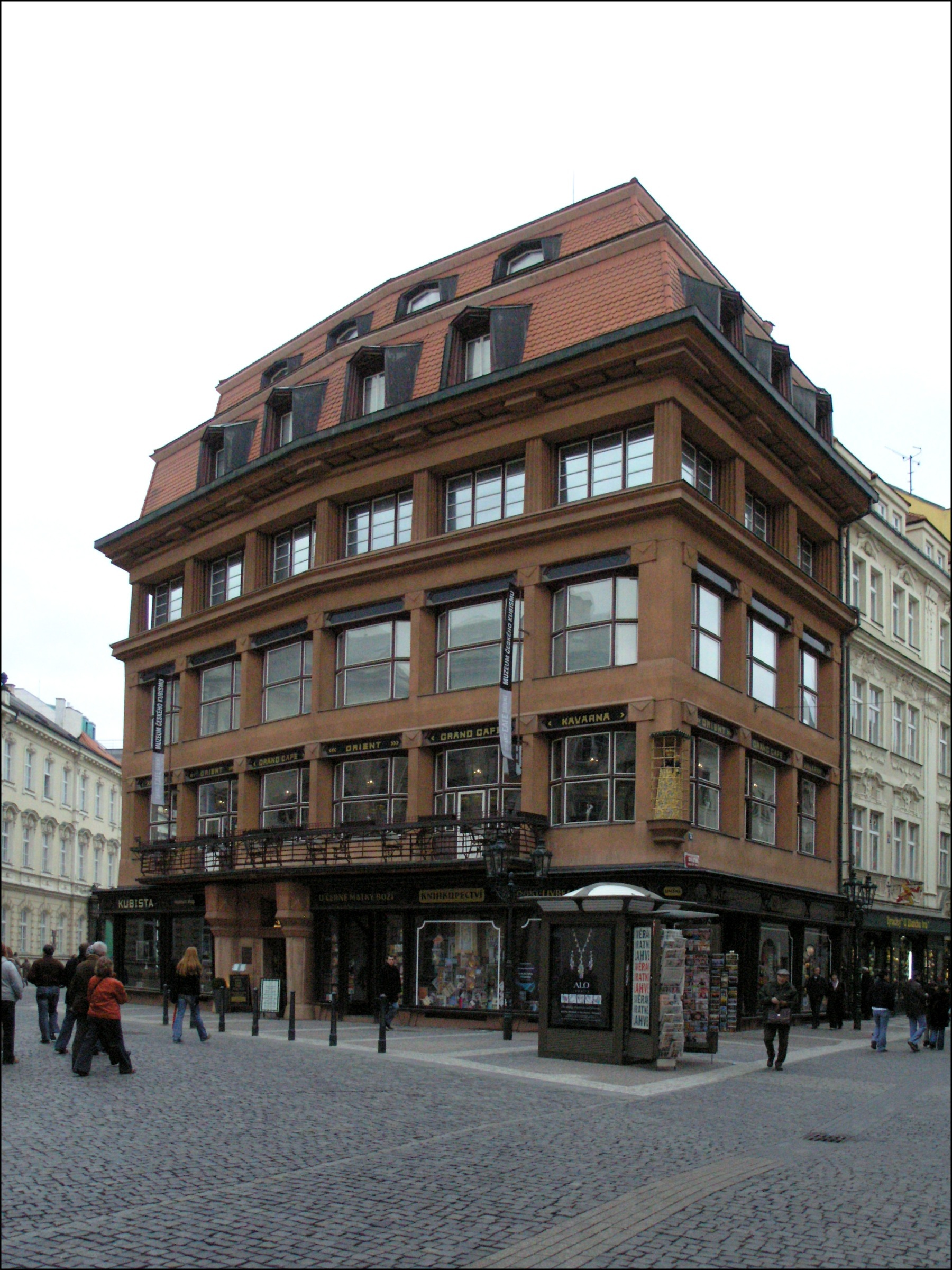
Huis van de Zwarte Madonna, Praag Josef Gočár
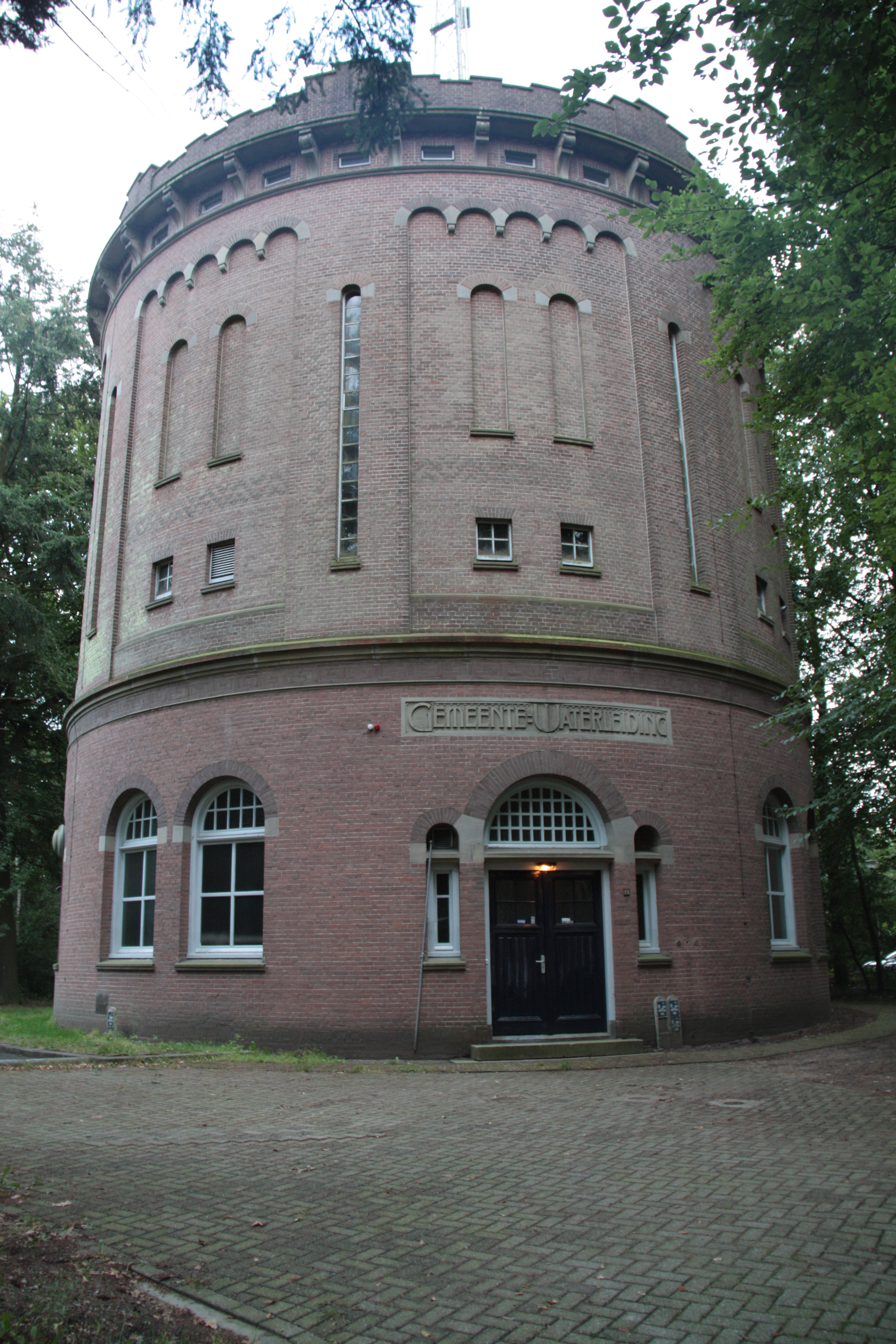
Watertoren (Amersfoort) (1912) C.G. Beltman

## Geboren

### januari
- 1 - Kim Philby, Brits dubbelspion (overleden 1988)
- 2 - André Amellér, Frans componist, muziekpedagoog, dirigent en contrabassist (overleden 1990)
- 6 - Jacques Ellul, Frans socioloog, filosoof en theoloog (overleden 1994)
- 7 - Charles Addams, Amerikaans cartoonist (overleden 1988)
- 8 - Lawrence Walsh, Amerikaans rechter en advocaat (overleden 2014)
- 13 - Frits Tjong Ayong, Surinaams chirurg en uroloog (overleden 1993)
- 14 - Tillie Olsen, Amerikaans schrijfster, dichteres, vakbondsactiviste en feministe (overleden 2007)
- 15 - Horace Lindrum, Australisch snookerspeler en biljarter (overleden 1974)
- 16 - Guo Jie, Chinees atleet (overleden 2015)
- 17 - Friedrich Donenfeld, Oostenrijks voetballer en voetbaltrainer (overleden 1976)
- 19 - Leonid Kantorovitsj, Russisch econoom (overleden 1986)
- 19 - Sjeng Tans, Nederlands politicus (overleden 1993)
- 21 - Konrad Emil Bloch, Duits-Amerikaans biochemicus en Nobelprijswinnaar (overleden 2000)
- 23 - Ank van der Moer, Nederlands toneelspeelster (overleden 1983)
- 23 - Boris Pokrovski, Russisch operadirecteur (overleden 2009)
- 25 - Ernst Poertgen, Duits voetballer (overleden 1986)
- 27 - Arne Næss, Noors filosoof (overleden 2009)
- 28 - Tante Leen, Nederlands volkszangeres (overleden 1992)
- 30 - Herivelto Martins, Braziliaans componist, zanger, gitarist en acteur (overleden 1992)
- 30 - Barbara Tuchman, Amerikaans historica (overleden 1989)
- 31 - Bauke Roolvink, Nederlands politicus en minister (overleden 1979)

### februari
- 2 - Millvina Dean, Engelse vrouw en was de jongste passagier van de RMS Titanic (overleden 2009)
- 3 - Jacques Soustelle, Frans antropoloog en politicus (overleden 1990)
- 6 - Eva Braun, Duits echtgenote van Adolf Hitler (overleden 1945)
- 7 - Roy Sullivan, Amerikaans parkwachter (overleden 1983)
- 8 - Erich Meng, Duits voetballer (overleden 1940)
- 9 - Jan Boots, Nederlands presentator (overleden 1980)
- 15 - Liselotte Spreng, Zwitserse politica (overleden 1992)
- 17 - Andre Norton, Amerikaans schrijfster van sciencefiction en fantasy (overleden 2005)
- 19 - Pierre Jaminet, Frans wielrenner (overleden 1968)

### maart
- 4 - Afro Basaldella, Italiaans kunstschilder (overleden 1976)
- 8 - Ruscha Wijdeveld, Nederlands beeldend kunstenares (overleden 2004)
- 11 - Gerald Emmett Carter, Canadees kardinaal (overleden 2003)
- 14 - Charles Van Acker, Belgisch-Amerikaans autocoureur (overleden 1998)
- 15 - Louis Paul Boon, Vlaams schrijver en kunstschilder (overleden 1979)
- 16 - Jaap Havekotte, Nederlands langebaanschaatser (overleden 2014)
- 16 - José Iraragorri, Spaans voetballer (overleden 1983)
- 19 - Adolf Galland, Duits gevechtspiloot en legerleider (overleden 1996)
- 22 - Karl Malden, Amerikaans acteur (overleden 2009)
- 23 - Wernher von Braun, Duits-Amerikaans raketpionier (overleden 1977)
- 25 - Jean Vilar, Frans filmacteur en regisseur (overleden 1971)
- 27 - James Callaghan, Brits politicus (overleden 2005)
- 29 - Willy van Hemert, Nederlands toneel- en televisieregisseur (overleden 1993)

### april
- 3 - Bert Bakker, Nederlands uitgever (overleden 1969)
- 5 - Makar Hontsjarenko, Sovjet-Oekraïens voetballer (overleden 1997)
- 6 - Tommy Hinnershitz, Amerikaans autocoureur (overleden 1999)
- 7 - Jack Lawrence, Amerikaans songwriter (overleden 2009)
- 8 - Alois Brunner, Oostenrijks oorlogsmisdadiger (waarschijnlijk overleden in 2001)
- 8 - Jozef Gabčík, Slowaaks verzetsstrijder (overleden 1942)
- 8 - Sonja Henie, Noors kunstschaatsster en olympisch kampioene (overleden 1969)
- 8 - Carlos Santos-Viola, Filipijns architect (overleden (1994)
- 11 - Gusti Wolf, Oostenrijks actrice (overleden 2007)
- 12 - Hamengkoeboewono IX, sultan van Jogjakarta en Indonesisch politicus (overleden 1988)
- 14 - Arne Brustad, Noors voetballer (overleden 1987)
- 14 - Joie Chitwood, Amerikaans autocoureur (overleden 1988)
- 14 - Robert Doisneau, Frans fotograaf (overleden 1994)
- 15 - Kim Il-sung, Noord-Koreaans dictator (overleden 1994)
- 16 - David Langton, Brits acteur (overleden 1994)
- 17 - Marta Eggerth, Amerikaans-Hongaars actrice en zangeres (overleden 2013)
- 19 - Glenn Seaborg, Amerikaans kernfysicus (overleden 1999)
- 21 - Feike Asma, Nederlands organist (overleden 1984)
- 22 - Kathleen Ferrier, Engelse altzangeres (overleden 1953)
- 23 - Alberto Santiago Lovell, Argentijns bokser (overleden 1966)
- 27 - Zohra Segal, Indiaas actrice en danseres (overleden 2014)
- 28 - Øivind Holmsen, Noors voetballer (overleden 1996)

### mei
- 2 - Axel Springer, Duits krantenuitgever (overleden 1985)
- 2 - Marten Toonder, Nederlands stripauteur (overleden 2005)
- 3 - Virgil Fox, Amerikaans organist (overleden 1980)
- 4 - Lomme Driessens, Belgisch wielrenner en ploegleider (overleden 2006)
- 8 - Gertrud Fussenegger, Oostenrijks schrijfster (overleden 2009)
- 11 - Foster Brooks, Amerikaans acteur en komiek (overleden 2001)
- 12 - Marten Klasema, Nederlands atleet en waterbouwkundige (overleden 1974)
- 12 - René Vande Voorde, Belgisch atleet (overleden onbekend)
- 13 - Theo van Baaren, Nederlands dichter en godsdiensthistoricus (overleden 1989)
- 13 - Gil Evans, Canadees jazzmusicus (overleden 1988)
- 13 - Maarten van Nierop, Nederlands taalkundige (overleden 1979)
- 13 - Marcel Thielemans, Vlaams zanger en trombonist (overleden 2003)
- 16 - Studs Terkel, Amerikaans publicist, historicus en radiopresentator (overleden 2008)
- 17 - Archibald Cox, Amerikaans advocaat, hoogleraar en openbaar aanklager (overleden 2004)
- 17 - Mary Kenner, Amerikaans uitvinder (overleden 2006)
- 17 - Ace Parker, Amerikaans honkballer (overleden 2013)
- 18 - Perry Como, Amerikaans zanger (overleden 2001)
- 18 - Walter Sisulu, Zuid-Afrikaans antiapartheidsactivist (overleden 2003)
- 20 - Moses Finley, Amerikaans historicus (overleden 1986)
- 20 - Nereo Rocco, Italiaans voetballer en voetbalcoach (overleden 1979)
- 20 - Edgar Wijngaarde, Surinaams ondernemer en politicus (overleden 1997)
- 21 - Bud Sennett, Amerikaans autocoureur (overleden 2003)
- 22 - Herbert Brown, Brits chemicus en Nobelprijswinnaar (overleden 2004)
- 22 - Hendrik Koekoek, Nederlands politicus (overleden 1987)
- 24 - Estella den Boer, Nederlands kunstenares (overleden 2010)
- 26 - János Kádár, Hongaars politicus (overleden 1989)
- 26 - Tini Koopmans, Nederlands atlete (overleden 1981)
- 26 - Carvalho Leite, Braziliaans voetballer (overleden 2004)
- 26 - John Payne, Amerikaans (musical)acteur (overleden 1989)
- 29 - Jan Hanlo, Nederlands dichter (overleden 1969)
- 29 - Thomas Monarch, Amerikaans autocoureur (overleden 1964)
- 30 - Julius Axelrod, Amerikaans biochemicus en Nobelprijswinnaar (overleden 2004)
- 31 - Henry Jackson, Amerikaans politicus (overleden 1983)
- 31 - Chien-Shiung Wu, Chinees-Amerikaans natuurkundige (overleden 1997)

### juni
- 2 - Bobbie Baird, Brits autocoureur (overleden 1953)
- 4 - Robert Jacobsen, Deens kunstenaar (overleden 1993)
- 5 - Adriaan Morriën, Nederlands dichter, essayist, vertaler en criticus (overleden 2002)
- 5 - Josef Neckermann, Duits ruiter (overleden 1992)
- 5 - Alexandru Todea, Roemeens kardinaal-aartsbisschop van Fagaras en Alba Julia (overleden 2002)
- 5 - Erik de Vries, Nederlands televisiepionier (overleden 2004)
- 8 - Albert Willem Stronkhorst, Nederlands burgemeester (overleden 1993)
- 17 - Wessel Couzijn, Nederlands beeldhouwer (overleden 1984)
- 18 - Glenn Morris, Amerikaans atleet (overleden 1974)
- 20 - Roberto Emílio da Cunha, Braziliaans voetballer (overleden 1977)
- 20 - Jack Torrance, Amerikaans atleet (overleden 1969)
- 21 - Amy van Marken, Nederlands letterkundige en vertaalster (overleden 1995)
- 28 - Carl Friedrich von Weizsäcker, Duits natuurkundige en filosoof (overleden 2007)
- 29 - John Toland, Amerikaans historicus en schrijver (overleden 2004)
- 30 - Ludwig Bölkow, Duits luchtvaartpionier (overleden 2003)

### juli
- 2 juli - Hércules, Braziliaans voetballer (overleden 1982)
- 6 - Heinrich Harrer, Oostenrijks bergbeklimmer (overleden 2006)
- 8 - Xavier Vanslambrouck, Belgisch-Amerikaans baanwielrenner (overleden 1972)
- 10 - Gratia Schimmelpenninck van der Oye, Nederlands skikampioene (overleden 2012)
- 10 - Amalia Solórzano, eerste dame van Mexico (1934-1940) (overleden 2008)
- 12 - Petar Stambolić, Joegoslavisch politicus (overleden 2007)
- 13 - Ruth Mix, Amerikaans actrice en dochter van Tom Mix (overleden 1977)
- 14 - Woody Guthrie, Amerikaans muzikant (overleden 1967)
- 16 - Ben Bril, Nederlands bokser (overleden 2003)
- 17 - Erwin Bauer, Duits autocoureur (overleden 1958)
- 17 - Pál Kovács, Hongaars schermer (overleden 1995)
- 19 - Peter Leo Gerety, Amerikaans R.K. aartsbisschop (overleden  2016)
- 23 - Jean van Heijenoort, Frans wiskundige, logicus en trotskist (overleden 1986)
- 26 - Janus Hellemons, Nederlands wielrenner (overleden 1999)
- 28 - Nol Wolters, Nederlands politiefunctionaris (overleden 1994)
- 31 - Milton Friedman, Amerikaans econoom (overleden 2006)

### augustus
- 1 - Rachel Baes, Belgisch surrealistisch kunstschilderes (overleden 1983)
- 1 - David Brand, 19e premier van West-Australië.(overleden 1971)
- 2 - Ann Dvorak, Amerikaans acteur (overleden 1979)
- 3 - Ab van Bemmel, Nederlands bokser (overleden 1986)
- 3 - Fritz Hellwig, Duits politicus (overleden 2017)
- 3 - Puck Stoffels, verpleegkundige en verzetsstrijdster (overleden 2002)
- 5 - Abbé Pierre, Frans priester, verzetsstrijder en politicus (overleden 2007)
- 5 - Konrad Dannenberg, Duits-Amerikaans ruimtevaartpionier (overleden 2009)
- 7 - Võ Chí Công, Vietnamees politicus (overleden 2011)
- 9 - Anne Brown, Amerikaans-Noors operazangeres (overleden 2009)
- 10 - Jorge Amado, Braziliaans schrijver (overleden 2001)
- 10 - Ivo Samkalden, Nederlands politicus (overleden 1995)
- 10 - Carel Steensma, Nederlands militair, verzetsstrijder en vliegenier (overleden 2006)
- 12 - Otto Siffling, Duits voetballer (overleden 1939)
- 13 - Max Croiset, Nederlands acteur, regisseur, toneelschrijver en voordrachtskunstenaar (overleden 1993)
- 13 - Ben Hogan, Amerikaans golfer (overleden 1997)
- 13 - Salvador Luria, Italiaans-Amerikaans microbioloog en Nobelprijswinnaar (overleden 1991)
- 14 - Sonja Prins, Nederlands dichter (overleden 2009)
- 15 - Wendy Hiller, Brits actrice (overleden 2003)
- 15 - Naoto Tajima, Japans atleet (overleden 1990)
- 16 - Ted Drake, Engels voetballer en voetbaltrainer (overleden 1995)
- 16 - Marga Klompé, Nederlands politica, eerste vrouwelijke minister (overleden 1986)
- 20 - František Fajtl, Tsjechisch gevechtspiloot en schrijver (overleden 2006)
- 23 - Gene Kelly, Amerikaans danser, choreograaf en zanger (overleden 1996)
- 23 - Mildred Wolfe, Amerikaans schilderes (overleden 2009)
- 23 - Ed Benedict, Amerikaans tekenfilmtekenaar (overleden 2006)
- 25 - Erich Honecker, de voorlaatste Staatsraadvoorzitter van de Duitse Democratische Republiek (DDR) (overleden 1994)
- 26 - John Tinniswood, Brits Tweede Wereldoorlog-veteraan en supereeuweling (overleden 2024)
- 31 - Dolf Brouwers, Nederlands komiek en operettezanger (overleden 1997)

### september
- 2 - Johan Daisne, Belgisch schrijver (overleden 1978)
- 7 - Jo Dalmolen, Nederlands atlete (overleden 2008)
- 8 - Wilhelm Lohmeyer, Duits botanicus (overleden 2012)
- 8 - Henrik Lyssand, Noors componist (overleden 1989)
- 9 - Dalisay Aldaba, Filipijns operazangeres (overleden 2006)
- 10 - Sixta Heddema, Nederlands kunstenaar (overleden 1988)
- 11 - Gisèle d'Ailly-van Waterschoot van der Gracht, Nederlands beeldend kunstenares (overleden  2013)
- 12 - Osvaldo Bailo, Italiaans wielrenner (overleden 1997)
- 15 - Andries Querido, Nederlands arts en hoogleraar (overleden 2001)
- 17 - Jeanne Verstraete, Belgisch-Nederlands actrice (overleden 2002)
- 20 - Johannes Wardenier, Nederlandse uitvinder (overleden 1960)
- 21 - Piet Sanders, Nederlands jurist, ambtenaar en kunstverzamelaar (overleden 2012)
- 21 - Ted Daffan, Amerikaans countryartiest en -componist (overleden 1996)
- 23 - Tony Smith, Amerikaans beeldhouwer, architect en kunsttheoreticus (overleden 1980)
- 27 - Tauno Marttinen, Fins componist en dirigent (overleden 2008)
- 29 - Michelangelo Antonioni, Italiaans cineast (overleden 2007)

### oktober
- 1 - Johnny Meijer, Nederlands accordeonist (overleden 1992)
- 4 - Bernard Chevallier, Frans ruiter (overleden 1997)
- 4 - Plácido, Braziliaans voetballer (overleden 1977)
- 7 - Peter Walker, Brits autocoureur (overleden 1984)
- 10 - Bert Duijker, Nederlands psycholoog (overleden 1983)
- 11 - Anton van der Waals, Nederlands spion en landverrader (overleden 1950)
- 12 - Jan Albertus van Zelm van Eldik, Nederlands bestuurder: van 1948-1977 secretaris van de Kanselarij der Nederlandse Orden (overleden 2012)
- 16 - Clifford Hansen, Amerikaans politicus (overleden 2009)
- 18 - Philibert Tsiranana, Malagassisch premier (overleden 1978)
- 21 - Alfredo Piàn, Argentijns autocoureur (overleden 1990)
- 21 - Georg Solti, Hongaars dirigent en pianist (overleden 1997)
- 23 - Henk Kikkert, Nederlands politicus (overleden 1988)
- 26 - Don Siegel, Amerikaans filmregisseur en -producent (overleden 1991)
- 29 - Leo Fuld, Nederlands zanger (overleden 1997)
- 31 - Jean Améry, Oostenrijks schrijver (overleden 1978)
- 31 - Ollie Johnston, Amerikaans Disney-tekenaar (overleden 2008)

### november
- 3 - Alfredo Stroessner, Paraguayaans president en militair (overleden 2006)
- 3 - Gus Winckel, Nederlands militair (overleden 2013)
- 4 - Carlos Francisco, Filipijns kunstenaar (overleden 1969)
- 7 -  Cardeal, Braziliaans voetballer (overleden 1949)
- 7 - Ernst Lehner, Duits voetballer en trainer (overleden 1986)
- 8 - Stylianos Pattakos, Grieks militair en politicus (overleden 2016)
- 8 - Ad Windig, Nederlands fotograaf (overleden 1996)
- 9 - Teodoro Agoncillo, Filipijns historicus (overleden 1985)
- 13 - Claude Pompidou, weduwe van de Franse oud-president Georges Pompidou (overleden 2007)
- 15 - Albert Baez, Mexicaans-Amerikaans natuurkundige (overleden 2007)
- 16 - Coy Watson jr., Amerikaans kindacteur (overleden 2009)
- 18 - Ted Duncan, Amerikaans autocoureur (overleden 1963)
- 19 - Domingos da Guia, Braziliaans voetballer (overleden 2000)
- 19 - George Emil Palade, Roemeens-Amerikaans celbioloog (Nobelprijswinnaar) (overleden 2008)
- 20 - Jan Brasser, Nederlands atleet (overleden 1999)
- 20 - Hal Cole, Amerikaans autocoureur (overleden 1970)
- 20 - Otto van Habsburg-Lotharingen, laatste kroonprins van Oostenrijk-Hongarije (overleden 2011)
- 20 - Émile Ninnin, Belgisch atleet
- 21 - Giorgios Contogeorgis, Grieks (euro)politicus (overleden 2009)
- 24 - Bernard Delfgaauw, Nederlands filosoof en hoogleraar (overleden 1993)
- 24 - François Neuville, Belgisch wielrenner (overleden 1986)
- 24 - Teddy Wilson, Amerikaans jazz-pianist (overleden 1986)
- 27 - Connie Sawyer, Amerikaans actrice (overleden 2018)
- 29 - Ai Xia, Chinees filmactrice (overleden 1934)
- 30 - Constant Stotijn, Nederlands hoboïst (overleden 1975)

### december
- 1 - Minoru Yamasaki, Amerikaans architect (overleden 1986)
- 4 - Willem Klein, Nederlands wiskundige en artiest (overleden 1986)
- 9 - Tip O'Neill, Amerikaans politicus (overleden 1994)
- 10 - Rien van Nunen, Nederlands acteur (overleden 1975)
- 11 - Carlo Ponti, Italiaans filmproducent (overleden 2007)
- 12 - Helen Menken, Amerikaans actrice (overleden 1966)
- 13 - Luiz Gonzaga, Braziliaans zanger en accordeonist (overleden 1989)
- 13 - Pieter Cornelis André de la Porte, Nederlands militair (overleden 1944)
- 22 - Nicolas Huyghebaert, Belgisch katholiek priester, benedictijn en historicus (overleden 1982)
- 22 - Lady Bird Johnson, Amerikaans first lady, echtgenote van de Amerikaanse president Lyndon B. Johnson (overleden 2007)
- 25 - Fatima Massaquoi, Liberiaans onderwijspionier (overleden 1978)
- 26 - Luis Fontés, Brits autocoureur (overleden 1940)
- 26 - Henk de Looper, Nederlands hockeyer (overleden 2006)
- 26 - Hermann Mosler, Duits rechter (overleden 2001)
- 28 - Mathilde Schroyens, Belgisch politica (overleden 1996)
- 31 - John Dutton Frost, Brits militair (overleden 1993)
- 31 - Erkki Gustafsson, Fins voetballer (overleden 1966)

### datum onbekend
- Hilda Daneels, Belgisch verzetsstrijdster en politica (overleden 1979)
- Jaap Kolkman, Nederlands schrijver (overleden 1985)

## Overleden
januari
- 3 - Jakob Amsler-Laffon (88), Zwitsers wiskundige, natuurkundige, ingenieur, uitvinder en fabrieksstichter
- 14 - Josué Jean Philippe Valeton (63), Nederlandse hoogleraar aan de Rijksuniversiteit Utrecht en tevens rector magnificus
- 24 - Ambrosio Flores (68), Filipijns generaal en politicus
- 28 - Gustave de Molinari (92), Belgisch econoom

februari
- 10 - Joseph Lister (84), Brits medicus

maart
- 1 - Louis Babel (85), Zwitsers zendeling, ontdekkingsreiziger en taalkundige
- 6 - August Toepler (75), Duits natuurkundige
- 14 - Pjotr Lebedev (46), Russisch natuurkundige
- 17 - Anna Filosofova (75), Russisch feminist
- 17 - Lawrence Oates (32), Brits militair en ontdekkingsreiziger
- 29 - Robert Falcon Scott (43), Brits ontdekkingsreiziger
- 30 - Carl F. May (70), Duitse schrijver

april
- 11 - Vera Konstantinova van Rusland (58), Russisch grootvorstin
- 12 - Clara Barton (90), oprichtster van het Amerikaanse Rode Kruis
- 15 - Opvarenden van de Titanic:
  - Thomas Andrews (39), Iers scheepsbouwer en zakenman
  - John Jacob Astor IV (47), Amerikaans zakenman, uitvinder en schrijver
  - Benjamin Guggenheim (46), Amerikaans zakenman
  - Wallace Henry Hartley (33), Brits violist
  - Georges Krins (23), Belgisch violist
  - John George Phillips (25), Engels marconist
  - Johan George Reuchlin (37), Nederlands ondernemer
  - Edward John Smith (62), Engels zeevaartofficier (kapitein)
  - Isidor Straus (67), Duits Amerikaans politicus, zakenman en mede-eigenaar van de warenhuisketen Macy's
  - Ida Straus (63), Duits-Amerikaans vrouw van Isidor Straus
- 20 - Bram Stoker (64), Iers journalist en schrijver
- 24 - Jac. de Jong (73), Nederlands fluitist

mei
- 4 - Nettie Stevens (50), Amerikaans geneticus
- 14 - Frederik VIII (68), koning van Denemarken
- 14 - August Strindberg (63), Zweeds schrijver
- 22 - Antonio Pacinotti (70), Italiaans natuurkundige
- 26 - Jan Blockx (61), Vlaams componist
- 30 - Wilbur Wright (45), Amerikaans luchtvaartpionier, vliegtuigbouwer en uitvinder

juni
- 1 - Daniel Burnham (65), Amerikaans stedenbouwkundige en architect
- 2 - Herman Jacob Kist (75), Nederlands jurist en politicus
- 3 - Jacobus Craandijk (77), Nederlands leraar, predikant, schrijver en tekenaar
- 4 - Emil Stang (77), Noors politicus
- 24 - George Leake (55), 3e premier van West-Australië
- 25 - Lourens Alma Tadema (76), Nederlands-Brits kunstschilder

juli
- 10 - Anton Aškerc (56), Sloveens rooms-katholiek priester, schrijver en dichter
- 17 - Henri Poincaré (58), Frans wis- en natuurkundige, mijnbouwkundig ingenieur en wetenschapsfilosoof

augustus
- 13 - Jules Massenet (70), Frans componist en muziekpedagoog
- 20 - William Booth (83), Brits evangelist

september
- 13 - Justo Sierra Méndez (64), Mexicaans politicus en intellectueel
- 23 - Maria Theresia van Spanje (29), een infante van Spanje uit het Huis Bourbon

oktober
- 28 - Werner von Bolton (44), Duits scheikundige en grondstofwetenschapper

november
- 23 - Charles Bourseul (83), Frans technicus en uitvinder
- 26 - Maria, Gravin van Vlaanderen (77), moeder van koning Albert I van België

december
- 21 - Paul Gordan (75), Duits wiskundige

## Weerextremen in België
- 4 maart: Tornado veroorzaakt schade aan bomen en woningen in Chiny en Fays-les-Veneurs (Paliseul).
- maart: Geen enkele vorstdag. Dit uitzonderlijke feit komt nogmaals voor in het jaar 1983.
- 25 juli: 58 mm neerslag in 40 min in Waterloo en 60 mm in 1h30 in Wetteren.
- augustus: Augustus met laagste gemiddelde maximumtemperatuur: 17,3 °C (normaal 21,4 °C).
- augustus: Augustus met laagste zonneschijnduur: 123 uur (normaal 220 uur).
- september: September met laagste gemiddelde maximumtemperatuur: 14,2 °C (normaal 19,1 °C).
- september: September met laagste gemiddelde temperatuur: 10,7 °C (normaal 14,6 °C).
- 6 oktober: Vroegste vorst van de eeuw in Ukkel : –0,1 °C (samen met 6 oktober 1936).
- 7 oktober: Minimumtemperatuur tot –1,6 °C in Ukkel.

Bron: KMI Gegevens Ukkel 1901-2003  met aanvullingen 